# فالي سبرينغز (كاليفورنيا)
فالي سبرينغز (بالإنجليزية: Valley Springs, California)‏ هي منطقة سكنية تقع في الولايات المتحدة في مقاطعة كالافيراس، كاليفورنيا. يقدر عدد سكانها بـ 3,553 نسمة ومساحتها 25.579 كم2 وترتفع عن سطح البحر 204 متر.

## التركيبة السكانية
حدّد مكتب تعداد الولايات المتحدة بيانات التركيبة السكانية لفالي سبرينغز في تعداد الولايات المتحدة. في ما يلي، التركيبة السكانية حسب تعدادي 2000 و2010.

### تعداد عام 2000
بلغ عدد سكان فالي سبرينغز 2,560 نسمة بحسب تعداد عام 2000، وبلغ عدد الأسر 960 أسرة وعدد العائلات 740 عائلة مقيمة في المنطقة السكنية. في حين سجلت الكثافة السكانية 100.1 نسمة لكل كيلومتر مربع (259.3/ميل2). وبلغ عدد الوحدات السكنية 1,021 وحدة بمتوسط كثافة قدره 39.9 لكل كيلومتر مربع (103.3/ميل2).
وتوزع التركيب العرقي للمنطقة السكنية بنسبة 87.54% من البيض و0.66% من الأمريكيين الأفارقة و1.80% من الأمريكيين الأصليين و1.37% من الأمريكيين ذوي الأصول الآسيوية و0.12% من سكان جزر المحيط الهادئ و4.84% من الأعراق الأخرى و3.67% من عرقين مختلطين أو أكثر و10.74% من الهسبانيون أو اللاتينيون من أي عرق.
بلغ عدد الأسر 960 أسرة كانت نسبة 37.5% منها لديها أطفال تحت سن الثامنة عشر تعيش معهم، وبلغت نسبة الأزواج القاطنين مع بعضهم البعض 61.6% من أصل المجموع الكلي للأسر، ونسبة 11.5% من الأسر كان لديها معيلات من الإناث دون وجود شريك، بينما كانت نسبة 4.1% من الأسر لديها معيلون من الذكور دون وجود شريكة وكانت نسبة 22.9% من غير العائلات. تألفت نسبة 19.2% من أصل جميع الأسر من عدة أفراد يعيشون في نفس المنزل ونسبة 8% كانت تتألف من شخص يعيش بمفرده يبلغ من العمر 65 عاماً أو أكثر. وبلغ متوسط حجم الأسرة المعيشية 2.67، أما متوسط حجم العائلات فبلغ 3.02.
بلغ العمر الوسطي للسكان 39.3 عاماً. وكانت نسبة 27.2% من القاطنين تحت سن الثامنة عشر، وكانت نسبة 7.4% بين الثامنة عشر والرابعة والعشرين عاماً، ونسبة 24.5% كانت واقعةً في الفئة العمرية ما بين الخامسة والعشرين والرابعة والأربعين عاماً، ونسبة 25.4% كانت ما بين الخامسة والأربعين والرابعة والستين، ونسبة 15.5% كانت ضمن فئة الخامسة والستين عاماً فما فوق. يوجد لكل 100 أنثى 96.5 ذكر، ويوجد لكل 100 أنثى في الثامنة عشر من عمرها فما فوق 93.1 ذكر.
بلغ متوسط دخل الأسرة في المنطقة السكنية 43,125 دولارًا، أما متوسط دخل العائلة فبلغ 45,327 دولارًا. وكان متوسط دخل الذكور 36,524 دولارًا مقابل 29,861 دولارًا للإناث. وسجل دخل الفرد الخاص بالمنطقة السكنية 19,670 دولارًا. وكانت نسبة 9.7% من العائلات ونسبة 9.9% من السكان تحت خط الفقر، وكان من هؤلاء نسبة 14.5% تحت سن الثامنة عشر ونسبة 8.7% في الخامسة والستين من العمر وما فوق.

### تعداد عام 2010
بلغ عدد سكان فالي سبرينغز 3,553 نسمة بحسب تعداد عام 2010، وبلغ عدد الأسر 1,343 أسرة وعدد العائلات 1,017 عائلة مقيمة في المنطقة السكنية. في حين سجلت الكثافة السكانية 138.9 نسمة لكل كيلومتر مربع (359.7/ميل2). وبلغ عدد الوحدات السكنية 1,530 وحدة بمتوسط كثافة قدره 59.8 لكل كيلومتر مربع (154.9/ميل2).
وتوزع التركيب العرقي للمنطقة السكنية بنسبة 85.76% من البيض و0.99% من الأمريكيين الأفارقة و1.10% من الأمريكيين الأصليين و1.97% من الأمريكيين ذوي الأصول الآسيوية و0.17% من سكان جزر المحيط الهادئ و5.04% من الأعراق الأخرى و4.98% من عرقين مختلطين أو أكثر و12.78% من الهسبانيون أو اللاتينيون من أي عرق.
بلغ عدد الأسر 1,343 أسرة كانت نسبة 33.9% منها لديها أطفال تحت سن الثامنة عشر تعيش معهم، وبلغت نسبة الأزواج القاطنين مع بعضهم البعض 59% من أصل المجموع الكلي للأسر، ونسبة 12.6% من الأسر كان لديها معيلات من الإناث دون وجود شريك، بينما كانت نسبة 4.1% من الأسر لديها معيلون من الذكور دون وجود شريكة وكانت نسبة 24.3% من غير العائلات. تألفت نسبة 18.5% من أصل جميع الأسر من عدة أفراد يعيشون في نفس المنزل ونسبة 7.5% كانت تتألف من شخص يعيش بمفرده يبلغ من العمر 65 عاماً أو أكثر. وبلغ متوسط حجم الأسرة المعيشية 2.65، أما متوسط حجم العائلات فبلغ 2.97.
بلغ العمر الوسطي للسكان 42.7 عاماً. وكانت نسبة 24.9% من القاطنين تحت سن الثامنة عشر، وكانت نسبة 7.1% بين الثامنة عشر والرابعة والعشرين عاماً، ونسبة 20.7% كانت واقعةً في الفئة العمرية ما بين الخامسة والعشرين والرابعة والأربعين عاماً، ونسبة 29.8% كانت ما بين الخامسة والأربعين والرابعة والستين، ونسبة 17.4% كانت ضمن فئة الخامسة والستين عاماً فما فوق. وتوزع التركيب الجنسي للسكان بنسبة 49.5% ذكور و50.5% إناث.